# Nassif Zaitoun
Nassif Zaitoun (en árabe ناصيف الزيتون  ) nació en Houran, Siria, el 25 de septiembre de 1988. Es un cantante sirio ganador de la séptima temporada de Star Academy Arab World. Fue estudiante en el Instituto Superior del Departamento para la Música y Canto Oriental, participó en varios conciertos de la Ópera de Damasco y también integró el coro del músico libanés Marcel Jalifa. Además toca el laúd y el piano. 
Nassif, cuyo nombre completo es Nassif Elías Zaitoun, amaba el canto desde su infancia. Posee una voz fuerte característica para el canto tradicional de la montaña, que lo diferenció desde la primera noche en el programa de Star Academy. Y no solo puede interpretar mawales (un estilo árabe del canto a capela) y canciones de la montaña como las de Wadih Al Safi, sino también movidas y de ritmos muy variados. 
Con su voz y su presencia se ganó el apoyo de artistas como Wadi Al Safi en Líbano y George Wassouf y Elias Karam de Siria, así como la admiración de los profesores de la academia. Ganó el porcentaje más alto de todas las temporadas de Star Academy, con un total del 65,20% de los votos, siendo homenajeado por la presidenta de la Academia, Rola Saad, con la distinción de cristal, enarbolando la bandera siria junto con su premio. 
Luego de triunfar en Star Academy, llevó una serie de conciertos en su país, que culminaron con un gran éxito y los asistentes superaron las expectativas. 
Ahora Nassif prepara su primer lanzamiento al mercado, que cuenta con la ayuda del Sheik Duij Al-Khalifa As-Sabah de Kuwait, quien es autor de la letra “Ya Habibi”, la cual será su primera canción. También cuenta con la ayuda del músico libanés Ziad Boutros.